# Fleischbank (Karwendel)
Pour l’article homonyme, voir Fleischbank.
La Fleischbank est une montagne qui s’élève à 2 026 m d’altitude dans les Karwendel, en Autriche.